# Jean-Marie Geoffroy
Pour les articles homonymes, voir Geoffroy.
 (septembre 2019).
Si vous disposez d'ouvrages ou d'articles de référence ou si vous connaissez des sites web de qualité traitant du thème abordé ici, merci de compléter l'article en donnant les références utiles à sa vérifiabilité et en les liant à la section « Notes et références ».
Jean-Marie Joseph Geoffroy, dit simplement Geoffroy, né à Paris le 5 février 1813 et mort à Paris 19e le 6 septembre 1883, est un acteur français.

## Débuts
Le père de Geoffroy, qui était ouvrier bijoutier, tint à ce que son fils apprît ce métier, mais ce dernier, qui était bien plus intéressé par le théâtre, se fit engager, en 1838 dans une petite troupe ambulante contre la volonté de ses parents. Il commença par jouer dans les environs de Paris, pour 50 fr. par mois. Après une apparition au théâtre du Gymnase en 1838, il n’y resta pas et repartit pour la province, pour aller jouer à Nancy où il rencontra Bouffé. Revenu débuter au théâtre de la Gaîté, dans le rôle du pompier, de la Belle Écaillère de Lurieu. N’ayant pas encore obtenu d’engagement, il repartit pour la province, Clermont, Reims, et passa même à l’étranger jusqu’en Italie, à Florence et à Naples. En 1842-43 il reparut à Rouen, jouant presque tous les rôles de Bouffé.

## Théâtre du Gymnase
En juin 1844, alors qu’il était âgé de plus de trente ans, il parvint enfin à obtenir un engagement au théâtre du Gymnase à Paris, où il allait rester 19 ans, et dont il devait bientôt devenir un des acteurs de premier plan de cette troupe.
Geoffroy était alors devenu un des plus solides soutiens du théâtre du Gymnase, surtout depuis les succès de Mercadet, du Voyage de monsieur Perrichon et de la Poudre aux yeux. En 1862, le Gymnase proposa dans la même soirée Les Pattes de mouche de Victorien Sardou, et la reprise du succès vieux de deux ans, le Voyage de monsieur Perrichon, où Geoffroy tenait toujours le rôle principal. La direction estima bon de placer cette pièce en lever de rideau. Geoffroy se sentit froissé de ce traitement, et son caractère, autoritaire, grognon et peu sociable, fit le reste : pour une question d’amour-propre, il rompit son contrat avec le Gymnase.

## Théâtre du Palais-Royal
Le théâtre du Palais-Royal fut ravi de récupérer ce comédien exceptionnel, d'autant plus que sa troupe avait été amputée par les décès de Sainville en 1854, et de Grassot en 1860. Geoffroy en devint rapidement le premier acteur, avec un salaire de 30 000 francs par an, ce qui était, à l’époque, très confortable, et correspondait au traitement d’un sénateur.

Si, à la ville, il était un ours, qui évitait le contact avec ses camarades, à la scène, en vrai professionnel, Geoffroy se transformait. Il devenait alors ce que son rôle lui disait d’être : un bourgeois fat et poltron, un père sentencieux ou un mari débonnaire et satisfait de lui-même. Il savait, avec beaucoup de finesse, donner vie aux personnages les plus grotesques. Henry Lyonnet a rapporté de lui : 

« Il a un rire à lui, un rire sympathique qui se répand dans la salle. Les autres comiques tirent leurs effets du sérieux avec lequel ils débitent les bonnes ou mauvaises plaisanteries dont leurs rôles sont semés ; Geoffroy procède par le moyen contraire. »

À la différence de beaucoup d’acteurs tels que Grassot, Gil-Pérès ou Hyacinthe, il possédait un jeu franc, naturel, relativement sobre pour l’époque, tout comme celui de Lhéritier, avec qui il fut souvent associé.
Il savait également chanter agréablement, se présentait sur scène avec beaucoup d’aisance et avait la science des effets. Son jeu sûr et constant faisait dire de lui qu’il était aussi bon à la première représentation d’une pièce qu’à la centième.
Il sut surtout incarner avec beaucoup de bonheur le « bourgeois », dont l’archétype fut le personnage de Monsieur Prudhomme, créé par Henry Monnier.
Geoffroy fut l’interprète de nombreuses variations ultérieures autour de ce thème, créées à de multiples occasions par Balzac (Mercadet), Eugène Labiche (Perrichon, Célimare, etc.), Gondinet (Marjavel, Pontérisson), Meilhac et Halévy (le comte Escarbonnier).
Eugène Labiche lui bâtit des rôles sur mesure et reconnut plus tard tout ce qu’il lui devait. Le jour de son élection à l’Académie française, il lui écrivit : « On m'a donné un fauteuil, mais je t'en dois bien au moins un bras ! »
Curieusement, une fois la rampe éteinte, le personnage bonhomme et sympathique, qui venait d’égayer le public avec tant de naturel, disparaissait. Il retrouvait alors le léger bégaiement dont il n’avait pu se défaire à la ville. Bourru et grognon, il se déshabillait en une minute et quittait le théâtre. Pour cette raison, il n’était guère apprécié de ses camarades de scène.
On se demanda souvent pourquoi Geoffroy, vu sa qualité d’acteur, ne postula jamais à la Comédie-Française. À cela, on émit plusieurs hypothèses, qui ont le mérite d’éclairer un peu plus le personnage :
- tel Jules César, il préférait être le premier dans son village que le second à Rome ;
- il aimait émailler son texte d’interjections variées, qui accroissaient son naturel, mais qui n’auraient pas été admises à la Comédie-Française ;
- il se prétendait incapable de dire des vers.

À sa mort, d’une attaque de goutte dont il souffrait depuis longtemps, dans sa petite maison de Belleville, située fort à propos rue des Solitaires, et qu’il appelait son « palais de chaume », il fut inhumé au cimetière du Père-Lachaise, où son monument en marbre blanc est orné d’un buste et d’une guirlande où sont rappelées ses principales créations, et René Luguet prononça un discours au nom de la Société des acteurs.
Il avait été marié à Louisa Kersent, elle-même comédienne, qui débuta à Marseille, puis tint à partir de 1839 des rôles de soubrettes au Théâtre de la Porte-Saint-Martin, qui mourut en 1864, au moment où son mari connaissait de grands succès au théâtre du Palais-Royal, disparition qui peut expliquer en partie la misanthropie de Geoffroy.

## Théâtre

### Carrière au Théâtre du Gymnase
Quelques-uns des rôles qu’il tint au Théâtre du Gymnase :
- Antoine dans Rodolphe ou frère et sœur, drame en 1 acte d’après Goethe, de Scribe et Mélesville en 1844 (créé le 20 novembre 1823). Ce fut le premier  rôle de Geoffroy au Gymnase
- Pepito dans Rebecca de Scribe le 2 décembre 1844
- Pierre Mauclerc dans L’Image, vaudeville de Scribe et Thomas Sauvage, création le 17 avril 1845, où il fit une vive impression à Scribe
- Anatole dans Jeanne et Jeanneton de Scribe et Varner le 29 avril 1845
- Decius dans L'Enfant de la maison de Labiche, Varin et Nyon le 21 novembre 1845 ; premier rôle de Geoffroy dans une pièce de Labiche ; il allait devenir l’acteur fétiche de ce dernier.
- Daniel dans La Loi salique de Scribe le 30 décembre 1845
- Crosby dans La Protégée sans le savoir de Scribe le 5 décembre 1846
- Simoun dans La Déesse de Scribe le 30 octobre 1847
- Charlot Canigou dans Didier l’honnête homme de Scribe le 19 novembre 1847
- Thouvenel dans L'Art de ne pas donner d'étrennes de Labiche et Lefranc le 29 décembre 1847
- dans La Comtesse de Sennecey, drame en 3 actes mêlé de chants de Bayard et Dennery le 11 septembre 1848
- Moucheron dans À bas la famille ou les Banquets de Labiche et Lefranc le 12 décembre 1848
- dans Le Bourgeois de Paris ou la Leçon au pouvoir de Clairville en 1850
- dans Le Mariage de Victorine, comédie de George Sand le 26 novembre 1851
- Mercadet dans Mercadet le faiseur, de Balzac et Dennery, créé le 24 avril 1851, où il fut, selon Henry Lyonnet, au-dessus de tout éloge
- dans Le Démon du foyer, de George Sand en 1852
- dans Le Camp des bourgeoises, comédie en 1 acte de Dumanoir (Gymnase en 1855)
- Le Baron de Fourchevif dans la comédie-homonyme de Labiche et Alphonse Jolly le 15 juin 1859
- Perrichon dans Le Voyage de monsieur Perrichon de Labiche et Édouard Martin le 10 septembre 1860
- Verdinet dans J'ai compromis ma femme de Labiche et Alfred Delacour le 13 février 1861
- Ratinois dans La Poudre aux yeux de Labiche et Édouard Martin le 19 octobre 1861
- dans Les Invalides du mariage, comédie en 3 actes de Dumanoir et Lafargue (Gymnase en 1862)

### Carrière au Théâtre du Palais-Royal
Quelques-uns des rôles qu’il tint au Théâtre du Palais-Royal :
- Montaudouin dans Les 37 Sous de M. Montaudoin de Labiche et Édouard Martin le 30 décembre 1862
- Célimare dans Célimare le bien-aimé de Labiche et Alfred Delacour le 27 février 1863
- Poparel dans La Commode de Victorine de Labiche et Édouard Martin le 23 décembre 1863
- Champbourcy dans La Cagnotte de Labiche et Alfred Delacour le 22 février 1864
- Dégodin dans Premier Prix de piano de Labiche et Alfred Delacour le 8 mai 1865
- Moulinfrou dans La Bergère de la rue Monthabor de Labiche et Alfred Delacour le 1er décembre 1865
- Gatinais dans Un pied dans le crime de Labiche et Adolphe Choler le 21 août 1866
- Caboussat dans La Grammaire de Labiche et Alphonse Jolly le 26 juillet 1867
- Ginginet dans Les Chemins de fer de Labiche, Alfred Delacour et Adolphe Choler le 25 novembre 1867
- Gabaille dans Le Papa du Prix d'Honneur de Labiche et Théodore Barrière le 6 février 1868
- Godivais dans Le Dossier de Rosafol de Labiche et Alfred Delacour le 20 mars 1869
- Gavaut dans Gavaut Minard et cie de Gondinet le 17 avril 1869
- Marjavel dans Le Plus Heureux des trois de Labiche et Gondinet le 11 janvier 1870
- Beaufrisard dans Le Livre bleu de Labiche et Ernest Blum le 15 juillet 1871
- Picaud dans Le Chef de division de Gondinet le 15 novembre 1873
- Trempard dans La Pièce de Chambertin de Labiche et Jules Dufrenois le 1er avril 1874
- Montacabère dans Le Homard de Gondinet le 2 avril 1874
- Savouret dans Les Samedis de Madame de Labiche et Alfred Delacour le 15 septembre 1874
- Pontérisson dans Le Panache de Gondinet le 12 octobre 1875
- Ferdinand dans Le Prix Martin de Labiche et Émile Augier le 5 février 1876
- Champagnolles dans Le Tunnel de Gondinet le 16 mars 1877
- Lavignac dans Les Convictions de Papa de Gondinet le 13 avril 1877
- Le comte Escarbonnier dans Le Mari de la débutante de Meilhac et Halévy le 5 février 1879
- dans Le Mari à Babette de Meilhac et Philippe Gille le 31 décembre 1881